# Platynocheilus
Platynocheilus is een geslacht van vliesvleugeligen uit de familie Tetracampidae. De wetenschappelijke naam van dit geslacht is voor het eerst geldig gepubliceerd in 1837 door John Obadiah Westwood.

## Soorten
Het geslacht Platynocheilus omvat de volgende soorten:
- Platynocheilus aeneus Boucek, 1993
- Platynocheilus clematidis Boucek, 1993
- Platynocheilus cuprifrons (Nees, 1834)
- Platynocheilus gracilis Boucek, 1965
- Platynocheilus karsensis Doganlar, 2003